# Station City Thameslink
City Thameslink is een spoorwegstation van National Rail in City of London in Engeland. Het station is eigendom van Network Rail en wordt beheerd door Govia Thameslink Railway. 

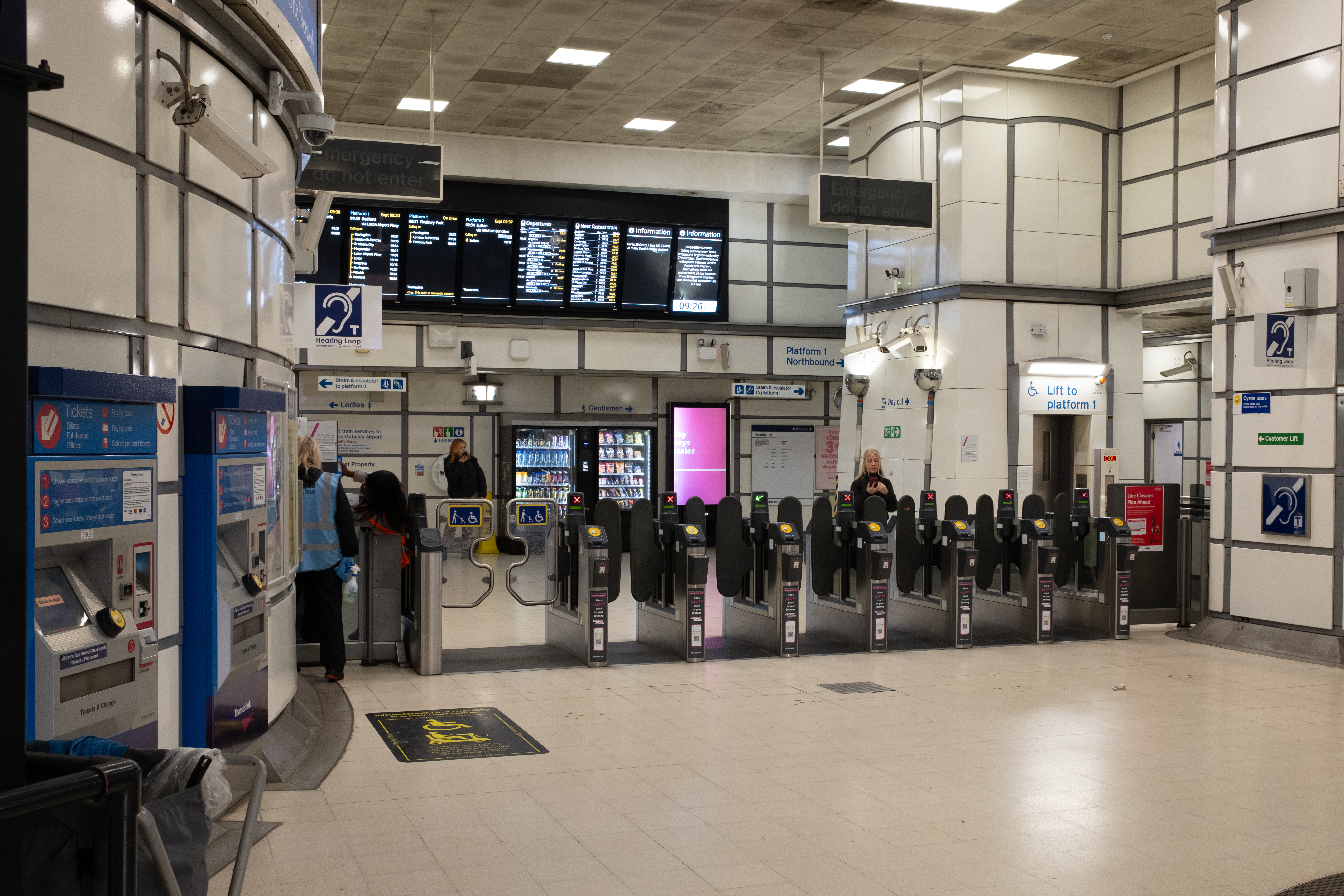
Interieur